# LMC195-1
LMC195-1 — звезда Вольфа — Райе в Большом Магеллановом Облаке. Крайне редкий представитель кислородной последовательности звёзд Вольфа — Райе, принадлежит подклассу WO2 и является самой горячей среди известных звёзд БМО. Вероятно, одна из наиболее горячих звёзд среди всех известных. Хотя температура объекта достоверно не известна, звёзды подкласса WO2 обычно обладают температурами около 200000 K.
Впервые звезда наблюдалась в 2013 году в рамках обзора Магеллановых Облаков в обсерватории Лас-Кампанас в Чили. Обзор был нацелен на обнаружение звёзд Вольфа — Райе при получении изображений с помощью узкополосных фильтров с центрами на длинах волн спектральных линий 465,0 нм CIII и 468,6 нм HeII и в фильтре для непрерывного спектра на длине волны 475,0 нм. Для отделения звёзд с особенно сильным излучением в указанных спектральных линиях применялось цифровое вычитание отдельных изображений.
Первый обзор Большого Магелланова Облака в октябре 2013 года позволил обнаружить восемь объектов-кандидатов, пять из которых были впоследствии отнесены к звёздам Вольфа — Райе. LMC 195-1 расположена в LH-41 (NGC 1910), звёздной ассоциации, содержащей яркую голубую переменную S Золотой Рыбы, а также другую WO-звезду LH41-1042. Две звезды класса WO разделены угловым расстоянием 9". Звёзды класса WO характеризуются излучением OVI на длинах волн 381,1-383,4 нм, которое у других звёзд Вольфа — Райе слабое или отсутствует. Подкласс WO2 характеризуется отношением мощности излучения OVI к OV от 4 до 12,5. Более высокие значения соответствуют подклассу WO1, меньшие значения характерны для подклассов WO3 или WO4. У открытой звезды это отношение равно 4,5.